# Rhipogonaceae
Rhipogonaceae is een botanische naam van een familie van eenzaadlobbige planten. Een familie onder deze naam wordt niet regelmatig erkend door systemen van plantentaxonomie, maar wel door het APG II-systeem (2003). Aldaar bestaat de familie uit een half dozijn soorten in één geslacht.
De naam is gebaseerd op de naam van het geslacht Rhipogonus, maar er is geen overeenstemming over de spelling van deze naam (Rhipogonus of Ripogonus), zodat er ook voor de naam van de familie twee verschillende spellingen in omloop zijn.